# Африканс (језик)
Африканс или африканерски (афр. Afrikaans; раније познат као бурски језик) је језик који се говори у Јужноафричкој Републици, Намибији и (незванично) у другим земљама јужноафричке регије. У Јужноафричкој Републици је само један од једанаест званичних језика. Развио се од холандског, па се као холандски и немачки убраја у германску грану индоевропских језика.
Африканс је најчешћи језик јужноафричких белаца и говори га 58% (2,698,163) белог становништва, док га у Намибији 60% (120,000) белог становништва говори.
Око 90-95% африканског речника је холандског порекла, поред малих разлика у писању и изговору, узајамна разумљивост ових језика веома висока.